# Abraham Cronström
Abraham Cronström, före adlandet  Kock, född 3 juli 1640 i Säters landsförsamling, död 22 april 1696, var en svensk assessor och övermyntmästare. Han var son till myntmästaren Marcus Kock samt bror till Isaac Cronström. 

## Biografi
Abraham Cronström föddes 1640 i Säters landsförsamling. Han var son till myntmästaren Marcus Kock och Elisabet van Eijck. Cronström blev i februari 1650 student vid Uppsala universitet och arbetade därefter som kunglig myntmästare. Han adlades Cronström  24 maj 1667 tillsammans med sina bröder Isaac Cronström och brorsönerna Markus Danilesson, Johannes Abelsson, Jakob Abelsson och Isak Abelsson och introducerades på Riddarhuset 1668 under gemensamt nummer 786. Cronström blev 4 december 1668 assessor i kommerskollegium. Den 16 december 1670 fick han privilegium på pappersbruk och fick konfirmation på privilegierna med en medaljprägling 17 april 1680. Han blev 16 februari 1681 ledamot av myntkommissionen. Han följde Johan Gyllenstierna på dennes legation till Danmark 24 januari 1680. Cronström avled 1696 och hans vapen sattes upp i Avesta kyrka. Han var ogift.